# Маркос Сенна
Маркос Сенна (ісп. Marcos Senna, нар. 17 липня 1976, Сан-Паулу) — колишній іспанський футболіст бразильського походження, півзахисник.
Насамперед відомий виступами за «Вільярреал», в якому провів понад десять років, а також національну збірну Іспанії, разом з якою став чемпіоном Європи.

## Клубна кар'єра
Народився 17 липня 1976 року в Сан-Паулу. Вихованець футбольної школи клубу «Корінтіанс».
У дорослому футболі дебютував 1997 року виступами за «Ріу-Бранку», де провів два роки. Протягом першої половини сезону 1999 року захищав кольори «Америки» (Сан-Паулу).
Своєю грою привернув увагу представників тренерського штабу «Корінтіанса», до складу якого приєднався 1999 року. Відіграв за команду з Сан-Паулу наступні два з половиною сезони своєї ігрової кар'єри.
З 2001 по 2002 рік по сезону провів у складі клубів «Жувентуде» та «Сан-Каетану».
До складу клубу «Вільярреал» приєднався 2002 року. За 11 сезонів встиг відіграти за вільярреальський клуб 292 матчі в національному чемпіонаті, в тому числі і 33 матчі в Сегунді у сезоні 2012/13, за підсумками якого клуб повернувся в еліту.
13 червня 2013 року Сенна підписав контракт з нещодавно відновленим клубом «Нью-Йорк Космос» з Північноамериканської футбольної ліги (NASL). З нью-йоркцями Сенна став дворазовим чемпіоном Північноамериканської футбольної ліги, а також одного разу виграв регулярний чемпіонат NASL. Завершив професійну ігрову кар'єру у клубі «Нью-Йорк Космос» в кінці 2015 року разом з іншим зірковим партнером і співвітчизником Раулем.

## Виступи за збірну
На початку 2006 року отримав іспанське громадянство, і 1 березня того ж року дебютував в офіційних матчах у складі національної збірної Іспанії в товариській грі проти збірної Кот-д'Івуару.
У складі збірної був учасником чемпіонату світу 2006 року у Німеччині та чемпіонату Європи 2008 року в Австрії та Швейцарії, здобувши того року титул континентального чемпіона. Завдяки цьому Маркос став першим бразильцем, який завоював титул чемпіона Європи.
В збірній грав до 2010 року, але не був включений до заявки на переможний для іспанців чемпіонату світу 2010 року у ПАР.
Всього за п'ять років провів у формі головної команди країни 28 матчів, забивши 1 гол.

## Статистика виступів

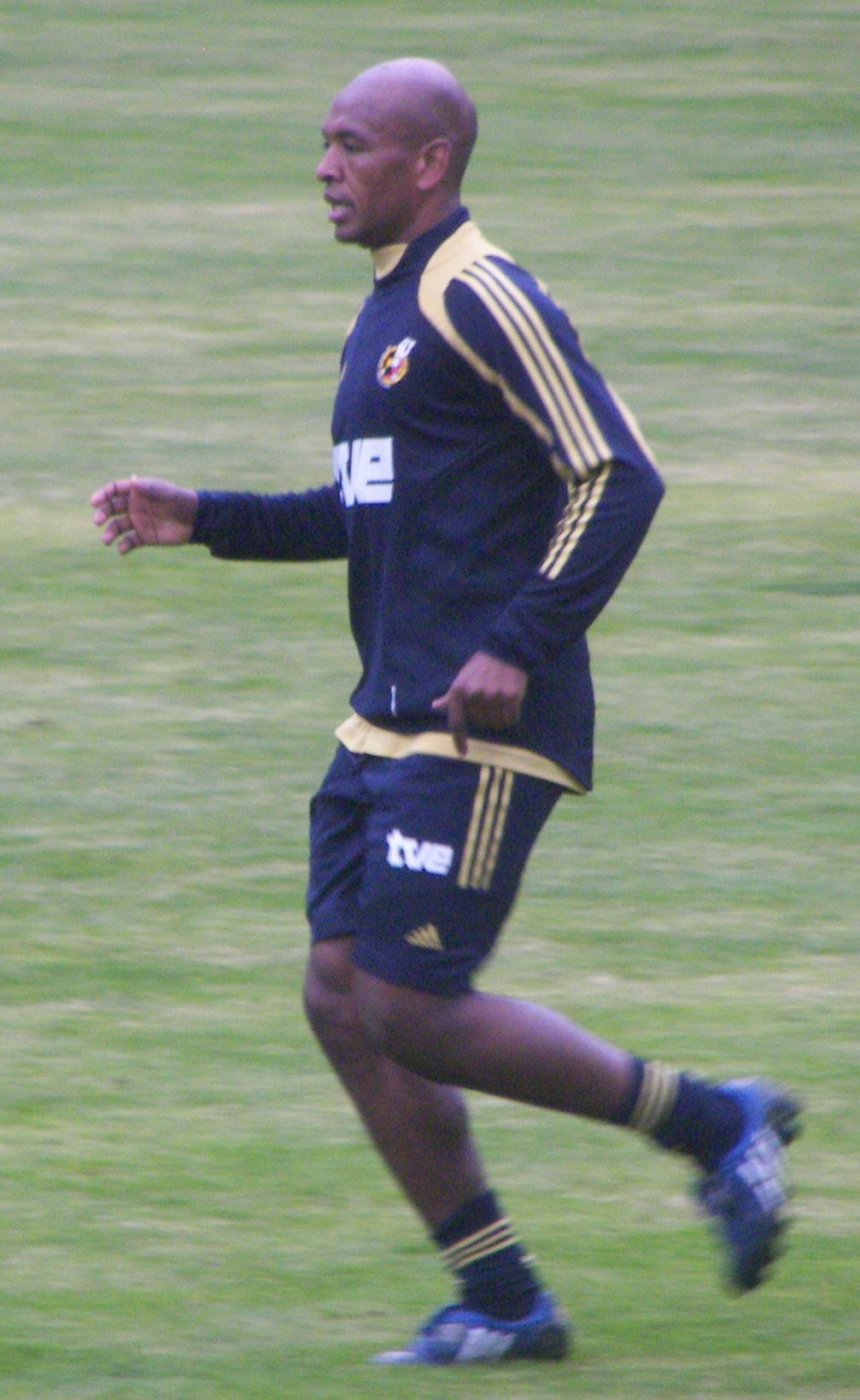
Маркос Сенна на тренуванні збірної під час Євро-2008. 6 червня 2008 року.

### Статистика клубних виступів
| Сезон                       | Команда                     | Чемпіонат                   | Чемпіонат | Чемпіонат | Національний кубок | Національний кубок | Національний кубок | Континентальні кубки | Континентальні кубки | Континентальні кубки | Інші змагання | Інші змагання | Інші змагання | Усього | Усього |
| Сезон                       | Команда                     | Ліга                        | Ігор      | Голів     | Ліга               | Ігор               | Голів              | Ліга                 | Ігор                 | Голів                | Ліга          | Ігор          | Голів         | Ігор   | Голів  |
| --------------------------- | --------------------------- | --------------------------- | --------- | --------- | ------------------ | ------------------ | ------------------ | -------------------- | -------------------- | -------------------- | ------------- | ------------- | ------------- | ------ | ------ |
| 1997                        | «Ріо-Бранко»                | C (III)                     | ?         | ?         |                    |                    |                    | -                    | -                    | -                    | -             | -             | -             | ?      | ?      |
| 1998                        | «Ріо-Бранко»                | C (III)                     | ?         | ?         |                    |                    |                    | -                    | -                    | -                    | -             | -             | -             | ?      | ?      |
| Усього за «Ріо-Бранко»      | Усього за «Ріо-Бранко»      | Усього за «Ріо-Бранко»      | ?         | ?         |                    |                    |                    |                      |                      |                      |               |               |               | ?      | ?      |
| 1998                        | «Америка» (Сан-Паулу)       | C (III)                     | 4         | 0         |                    |                    |                    | -                    | -                    | -                    | -             | -             | -             | 4      | 0      |
| 1999                        | «Корінтіанс»                | A                           | 12        | 0         |                    |                    |                    | -                    | -                    | -                    | -             | -             | -             | 12     | 0      |
| 2000                        | «Корінтіанс»                | A                           | 16        | 0         |                    |                    |                    | -                    | -                    | -                    | -             | -             | -             | 16     | 0      |
| Усього Corinthians          | Усього Corinthians          | Усього Corinthians          | 28        | 0         |                    |                    |                    |                      |                      |                      |               |               |               | 28     | 0      |
| 2001                        | «Жувентуде»                 | A                           | 12        | 1         |                    |                    |                    | -                    | -                    | -                    | -             | -             | -             | 12     | 1      |
| 2002                        | «Сан-Каетану»               | A                           | 0         | 0         |                    |                    |                    | -                    | -                    | -                    | -             | -             | -             | 0      | 0      |
| 2002–03                     | «Вільярреал»                | ПД                          | 16        | 2         | КІ                 | 1                  | 0                  | -                    | -                    | -                    | -             | -             | -             | 17     | 2      |
| 2003–04                     | «Вільярреал»                | ПД                          | 9         | 0         | КІ                 | 0                  | 0                  | Інт                  | 1                    | 0                    | -             | -             | -             | 10     | 0      |
| 2004–05                     | «Вільярреал»                | ПД                          | 29        | 2         | КІ                 | 0                  | 0                  | Інт+КУЄФА            | 3+7                  | 0                    | -             | -             | -             | 39     | 2      |
| 2005–06                     | «Вільярреал»                | ПД                          | 30        | 3         | КІ                 | 1                  | 0                  | ЛЧ                   | 13                   | 1                    | -             | -             | -             | 44     | 4      |
| 2006–07                     | «Вільярреал»                | ПД                          | 33        | 0         | КІ                 | 4                  | 0                  | -                    | -                    | -                    | -             | -             | -             | 33     | 0      |
| 2007–08                     | «Вільярреал»                | ПД                          | 34        | 4         | КІ                 | 5                  | 1                  | КУЄФА                | 4                    | 1                    | -             | -             | -             | 43     | 6      |
| 2008–09                     | «Вільярреал»                | ПД                          | 27        | 2         | КІ                 | 0                  | 0                  | ЛЧ                   | 8                    | 2                    | -             | -             | -             | 35     | 4      |
| 2009–10                     | «Вільярреал»                | ПД                          | 30        | 1         | КІ                 | 3                  | 0                  | ЛЄ                   | 7                    | 3                    | -             | -             | -             | 40     | 4      |
| 2010–11                     | «Вільярреал»                | ПД                          | 20        | 1         | КІ                 | 1                  | 0                  | ЛЄ                   | 6                    | 0                    | -             | -             | -             | 27     | 1      |
| 2011–12                     | «Вільярреал»                | ПД                          | 31        | 5         | КІ                 | 1                  | 0                  | ЛЧ                   | 6                    | 0                    | -             | -             | -             | 38     | 5      |
| 2012–13                     | «Вільярреал»                | СД (ІІ)                     | 33        | 5         | КІ                 | 0                  | 0                  | -                    | -                    | -                    | -             | -             | -             | 33     | 5      |
| Усього за «Вільярреал»      | Усього за «Вільярреал»      | Усього за «Вільярреал»      | 292       | 25        |                    | 16                 | 1                  |                      | 51                   | 7                    |               |               |               | 363    | 33     |
| 2013                        | «Нью-Йорк Космос»           | NASL (ІІ)                   | 13        | 5         | ВКСША              | 0                  | 0                  | -                    | -                    | -                    | -             | -             | -             | 13     | 5      |
| 2014                        | «Нью-Йорк Космос»           | NASL (ІІ)                   | 14        | 2         | ВКСША              | 0                  | 0                  | -                    | -                    | -                    | -             | -             | -             | 14     | 2      |
| 2015                        | «Нью-Йорк Космос»           | NASL (ІІ)                   | 20        | 3         | ВКСША              | 2                  | 0                  | -                    | -                    | -                    | -             | -             | -             | 22     | 3      |
| Усього за «Нью-Йорк Космос» | Усього за «Нью-Йорк Космос» | Усього за «Нью-Йорк Космос» | 47        | 10        |                    | 2                  | 0                  |                      |                      |                      |               |               |               | 49     | 10     |

### Збірна
| Збірна Іспанії | Збірна Іспанії | Збірна Іспанії |
| Роки           | Ігри           | Голи           |
| -------------- | -------------- | -------------- |
| 2006           | 7              | 0              |
| 2007           | 1              | 0              |
| 2008           | 13             | 1              |
| 2009           | 6              | 0              |
| 2010           | 1              | 0              |
| Всього         | 28             | 1              |

## Титули і досягнення
- Переможець Кубка Інтертото (2):

«Вільярреал»: 2003, 2004
- Чемпіон Північноамериканської футбольної ліги (2):

«Нью-Йорк Космос»: 2013, 2015
- Переможець регулярного чемпіонату NASL (1):

«Нью-Йорк Космос»: 2015
- Чемпіон Європи (1):

Іспанія: 2008

### Індивідуальні
- Футболіст року в Іспанії: 2008